# Stephanie J. Block
Stephanie Janette Block (Brea; 19 de septiembre de 1972) es una actriz y cantante estadounidense, conocida principalmente por sus interpretaciones en Broadway. Block hizo su debut en Broadway en 2003, interpretando el papel de Liza Minnelli en el musical The Boy From Oz. Después de leer para el papel de Elphaba durante las primeras etapas de Wicked en 2000, Block se convirtió en la primera actriz en interpretar el papel en la primera gira nacional de EE. UU.
Fue tres veces nominada al premio Tony y seis veces nominada al premio Drama Desk, Block ganó el premio Tony 2019 a la mejor actriz principal en un musical por su actuación principal en el musical The Cher Show. También recibió nominaciones a los Tony y Drama Desk por sus actuaciones en The Mystery of Edwin Drood, Falsettos y 9 to 5: The Musical.

## Carrera
Block hizo su debut en Broadway en 2003, interpretando el papel de Liza Minnelli junto a Hugh Jackman quien interpretó a Peter Allen en el reestreno del musical The Boy From Oz. En marzo de 2005, Block fue contratada para actuar como Elphaba en la gira nacional de Wicked. Su actuación recibió reacciones positivas por parte de la crítica, resultando galardonada con el premio Helen Hayes en 2006 por «mejor actriz principal». En 2007, Block actuó en el papel principal del nuevo musical de Broadway escrito por Claude-Michel Schönberg y Alain Boublil, The Pirate Queen. Block fue elogiado por los críticos, Ben Brantley de The New York Times calificó su interpretación de «realista y verdaderamente sentida».
En 2009 protagonizó junto a Allison Janney, Megan Hilty y Marc Kudisch una adaptación musical de la película homónima de 1980, 9 to 5. Block interpretó a Judy Bernly y fue nominada en los Drama Desk en la categoría «mejor actriz en un musical». Entre noviembre de 2012 y marzo de 2013 interpretó a Edwin Drood en la producción de Roundabout Theatre Company de The Mystery of Edwin Drood, un musical basado en el libro homónimo inconcluso de Charles Dickens. Por su interpretación recibió otra nominación a los Drama Desk, junto a una nominación a los premios Tony en la categoría mejor actriz principal en un musical.
Block interpretó a Trina en el reestreno de Falsettos de 2016, protagonizando la producción junto a Christian Borle y Andrew Rannells, quienes interpretaron a Marvin y Whizzer, respectivamente. Por su actuación, Block recibió críticas muy favorables, Charles Isherwood de The New York Times dijo que la actuación de Block era «mejor que nunca» y Marilyn Stasio de Variety calificó su actuación como «excelente». Además recibió nominaciones a los premios Tony en la categoría «mejor actriz de reparto en un musical», en los Drama Desk por «mejor actriz destacada en un musical», y en los Outer Critics Circle Award en la misma categoría.
En el año 2018 y 2019, Block interpretó a la cantante Cher en el musical biográfico The Cher Show. Su actuación fue alabada por la crítica y ganó un Tony en la categoría «mejor actriz principal en un musical».

## Premios y nominaciones
| Año  | Premio                      | Categoría                                    | Obra                        | Resultado | Ref.   |
| ---- | --------------------------- | -------------------------------------------- | --------------------------- | --------- | ------ |
| 2006 | Helen Hayes Awards          | Mejor actriz principal                       | Wicked                      | Ganadora  | [ 26 ] |
| 2007 | Carbonell Awards            | Mejor actriz de una producción               | Wicked                      | Ganadora  | [ 27 ] |
| 2007 | Drama League Awards         | Desempeño distinguido                        | The Pirate Queen            | Nominada  | [ 28 ] |
| 2007 | Broadway Audience Awards    | Actuación favorita de una diva               | The Pirate Queen            | Nominada  | [ 29 ] |
| 2009 | Broadway Audience Awards    | Actriz principal favorita en un musical      | 9 to 5: The Musical         | Nominada  | [ 30 ] |
| 2009 | Broadway Audience Awards    | Actuación favorita de una diva               | 9 to 5: The Musical         | Nominada  | [ 30 ] |
| 2009 | Grammy Awards               | Mejor álbum de teatro musical                | 9 to 5: The Musical         | Nominada  | [ 31 ] |
| 2009 | Drama Desk Awards           | Mejor actriz en un musical                   | 9 to 5: The Musical         | Nominada  | [ 13 ] |
| 2012 | Drama Desk Awards           | Mejor actriz destacada en una obra de teatro | By the Way, Meet Vera Stark | Nominada  | [ 32 ] |
| 2013 | Tony Awards                 | Mejor actriz principal en un musical         | The Mystery of Edwin Drood  | Nominada  | [ 17 ] |
| 2013 | Drama Desk Awards           | Mejor actriz en un musical                   | The Mystery of Edwin Drood  | Nominada  | [ 16 ] |
| 2013 | Broadway Audience Awards    | Actuación favorita de una diva               | The Mystery of Edwin Drood  | Ganadora  | [ 33 ] |
| 2013 | Broadway Audience Awards    | Actriz favorita en un musical                | The Mystery of Edwin Drood  | Nominada  | [ 34 ] |
| 2014 | Drama Desk Awards           | Mejor actriz destacada en un musical         | Little Miss Sunshine        | Nominada  | [ 35 ] |
| 2017 | Tony Awards                 | Mejor actriz de reparto en un musical        | Falsettos                   | Nominada  | [ 21 ] |
| 2017 | Drama Desk Awards           | Mejor actriz destacada en un musical         | Falsettos                   | Nominada  | [ 22 ] |
| 2017 | Outer Critics Circle Awards | Mejor actriz destacada en un musical         | Falsettos                   | Nominada  | [ 23 ] |
| 2017 | Broadway Audience Awards    | Actuación favorita de una diva               | Falsettos                   | Nominada  | [ 36 ] |
| 2017 | Broadway Audience Awards    | Actriz de reparto favorita en un musical     | Falsettos                   | Nominada  | [ 36 ] |
| 2019 | Tony Awards                 | Mejor actriz principal en un musical         | The Cher Show               | Ganadora  | [ 24 ] |
| 2019 | Drama Desk Award            | Mejor actriz en un musical                   | The Cher Show               | Ganadora  | [ 37 ] |
| 2019 | Drama League Award          | Desempeño distinguido                        | The Cher Show               | Nominada  | [ 38 ] |
| 2019 | Outer Critics Circle Award  | Mejor actriz en un musical                   | The Cher Show               | Ganadora  | [ 39 ] |
| 2019 | Broadway Audience Awards    | Actuación favorita de una diva               | The Cher Show               | Nominada  | [ 40 ] |
| 2019 | Broadway Audience Awards    | Actriz principal favorita en un musical      | The Cher Show               | Nominada  | [ 40 ] |